# Mount Reu
Mount Reu ist ein 1551 m hoher und teilweise schneebedeckter Berg im ostantarktischen Mac-Robertson-Land. Er ragt 29 km östlich des Mount Hicks in den Prince Charles Mountains auf.
Kartiert wurde er anhand von Luftaufnahmen, die 1960 im Rahmen der Australian National Antarctic Research Expeditions entstanden. Namensgeber ist Ron Reu, Funkoffizier auf der Wilkes-Station im Jahr 1962.